# Dimítris Rondíris
Dimítris Rondíris (grec moderne : Δημήτρης Ροντήρης), né en 1899 au Pirée, mort le 20 décembre 1981 est un acteur et metteur en scène de théâtre grec.